# Kühlkost
Kühlkost bzw. Chilled Food (gekühlte Lebensmittel) ist die Bezeichnung für industriell oder gewerblich zubereitete Lebensmittel und Speisen aus dem Kühlregal. Sie sind vakuumverpackt oder in Schutzgas eingeschweißt. Kühlkost gehört in die Kategorie Fertignahrung und wird nach England und Frankreich auch im deutschen Handel immer populärer. Im Gegensatz zu ungekühlter Frischware hat Kühlkost den Vorteil der meist längeren Haltbarkeit, der Arbeitsersparnis und des reduzierten mikrobiellen Risikos.
Die Angebotspalette von Kühlkost ist sehr umfangreich. Kühlkost lässt sich in ca. 20 Warengruppen einteilen. Die Artikel reichen von fertig zubereiteten (Obst-)Salaten, geputztem Gemüse, mariniertem Fleisch, Hot Dogs, Pizza oder frischer Pasta mit fertigen Saucen bis hin zum Joghurt-Dessert.
Im Unterschied zu Tiefkühlkost oder Konserven besitzt Kühlkost nur eine relativ kurze Haltbarkeit von mehreren Tagen bis zu wenigen Wochen, da durch die Lagerung bei Plus-Temperaturen (ca. +6 °C) der natürliche Verderb nicht gestoppt wird. Der Vitamin- und Nährstoffgehalt wird bei anderen Konservierungsverfahren, vor allem beim Tiefkühlen, besser erhalten. 